# Umbres

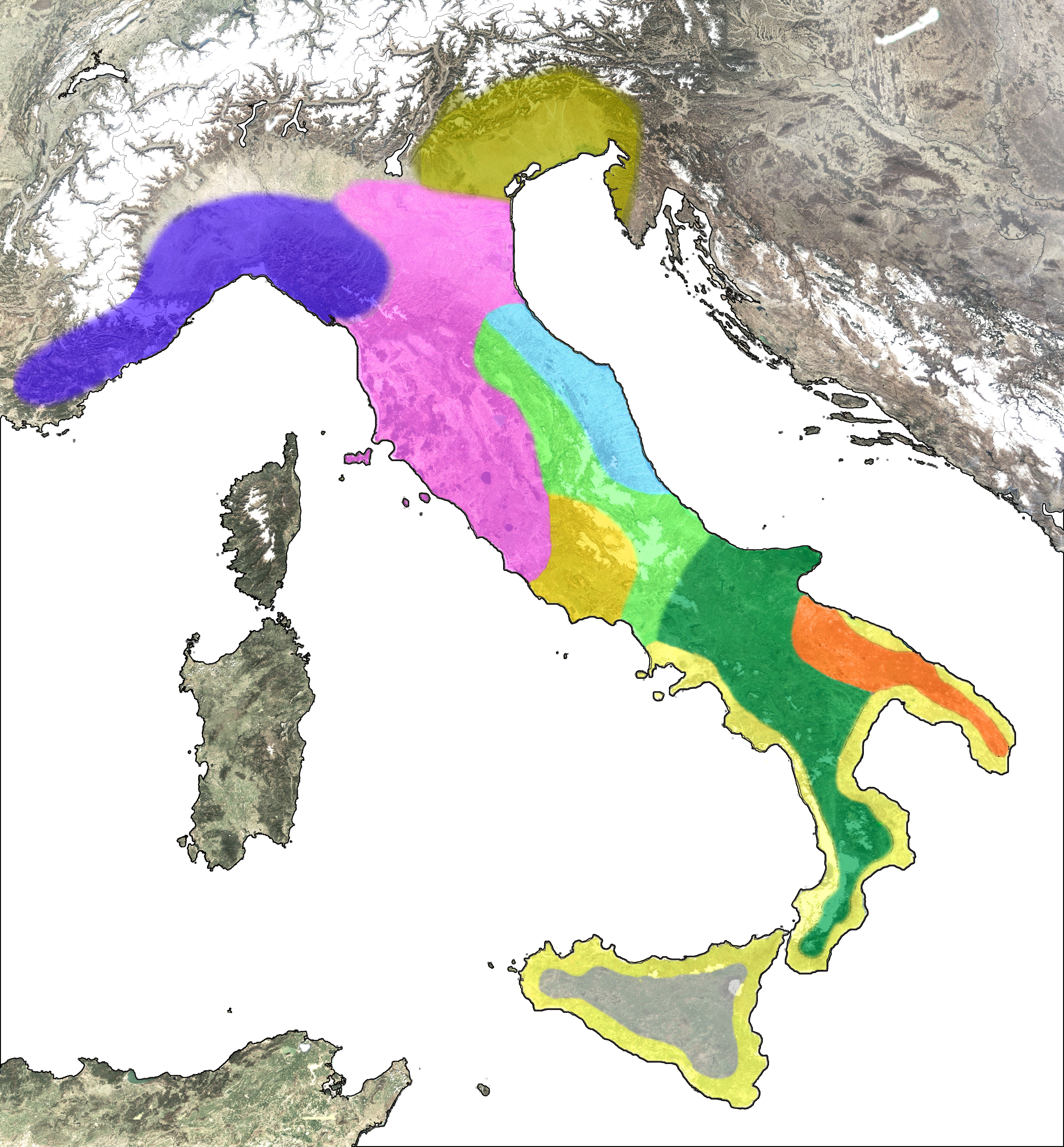
Els pobles de la península Itàlica als inicis de l'edat del ferro
umbres
lígurs
vènets
etruscs
picentins
oscs
llatins
messapis
grecs
sículs

Els umbres —en llatí Ombrii— eren un poble antic d'Itàlia que, des del segon mil·lenni, poblaven una extensa regió part de la qual (a l'occident) els fou arrabassada vers el 1200-1000 aC pels etruscs (unes 300 ciutats dels umbres van passar als etruscs segons la llegenda) i una altra part (l'orient) pels gals (segle VI o V aC).
Poblaren al segon mil·lenni tota Etrúria fins a la costa de la mar Adriàtica, fins a la desembocadura del Po. Un riu d'Etrúria, l'Ombrone (antic Umbro) els deu el nom. Una ciutat propera a Ravenna, de nom Butrium, fou també d'origen umbre segons esmenta Plini. Els sabins serien només una branca dels umbres. Tenien una llengua pròpia: l'umbre, relacionada amb l'oscà.
Van passar sota domini romà després de la victòria del cònsol Fabi Màxim, a prop de Mevania, el 308 aC, seguida per la submissió de totes les tribus dels umbres a Roma. Existeix actualment una regió italiana, Úmbria que en va heretar el nom, però la seva extensió no és tan gran com el territori dels antics umbres.

## Etimologia
Alguns escriptors romans pensaven que els Ombrii eren celtes; per exemple el lusità Cornelius Bocchus va escriure que eren descendents d'una tribu gal·la. Plutarc deia que Ombrii podria ser una manera diferent d'escriure Ambrones, una tribu celtogermànica, mot que significa aproximadament «rei dels Boii». També va suggerir que els Insubres, una altra tribu gal·la, hi podria tenir relació; aquest nom celta podria voler dir «umbres del sud» o «habitants de les terres al sud d'Úmbria». De manera similar, l'historiador Cató el Vell, en la seva obra Origines, definia els gals com els progenitors dels umbres. La paraula Umbrii —i no Ombrii— apareix esmentada pels longobards i els sueus entre les tribus germàniques del nord d'Europa presents en el poema Widsith. Encara més, segons autors romans, els Umbrii/Ambrones tenien el seu origen a Germània o Escandinàvia. Segons Plini el Vell, el terme Ombrii volia dir «gent de la tempesta» —derivat del terme grec ὅμβρος,ombros, («tempesta») — ja que eren els supervivents d'un seguit de tempestes que van causar fortes inundacions de les quals en van sobreviure.

## Orígens indoeuropeus i territori ocupat
Basats en la llengua que parlaven, els umbres pertanyen als migrants de la família lingüística que es va establir a la península Itàlica en la segona meitat del segon mil·lenni abans de Crist, probablement al segle xii aC. Encara que les circumstàncies de la seva arribada són encara objecte de debat, la majoria dels estudiosos els relacionen amb el sorgiment de la cultura protovil·lanovana, a finals de l'edat del bronze.
Això coincideix amb el que afirmava Plini el Vell quan deia que eren el grup humà més antic de la península Itàlica, anteriors als etruscs. Posteriorment es van estendre per tot el territori de l'actual Toscana i la vall del Po i van voler ocupar part del territori dels sabins però d'allà els van fer fora els aborígens.Plini el Vell diu també que quan els sículs i els liburns es van escampar, van obligar els umbres a canviar de territori i van anar cap a Etrúria, on els van fer fora els gals. Estrabó concretava la seva àrea d'establiment dient que anava des dels Appennis cap a la mar Adriàtica i abans d'arribar al territori dels sabins, que vivien més al sud.

## Religió
És difícil saber quins cultes eren propis i quins eren adoptats dels pobles amb els que tenien relacions:Grècia i Etrúria. Durant els segles VI–IV aC, les comunitats umbres van construir santuaris rurals en els quals oferien sacrificis als déus. Allà dipositaven estatuetes votives de bronze, en forma d'animals o deïtats. Els déus que veneraven eren: Ferònia, Valentia, Minerva Matusia i Clitumnus. A les Taules d'Iguvium,descobertes el 1444 a Gubbio, i escrites als segles II o III aC, se'n descriuen els rituals sagrats. La llengua d'aquestes taules denota una relació amb l'idioma oscà.
Segons l'historiador Guy Jolyon Bradley, els llocs sagrats escollits per practicar la regió revelen una societat dominada per les qüestions agrícoles i de pasturatge, ja que als umbres la vida urbana els va arribar tard en comparació amb Etrúria.

## Organització política
Sembla que l'autoritat religiosa i la política anaven molt lligades. Dos homes tenien la magistratura suprema (uhtur) i eren responsables de supervisar també els rituals sagrats. Hi havia altres càrrecs, per exemple el marone, de menor estatus que l'uhtur, i un càrrec de tipus religiós anomenat kvestur.
L'estructura social dels umbres estava dividida en dos grups, probablement basada en el grau militar. Durant l'època d'August, quatre aristòcrates umbres van ser senadors romans. L'emperador Nerva deia ser d'origen umbre.

## Relació amb altres cultures
Al llarg dels segles IX-IV aC, van tenir relacions comercials amb Grècia i Etrúria i intercanvi de les seves manufactures de ceràmica.
Els romans van entrar en contacte amb els umbres per primera vegada l'any 310 aC i van establir colònies en territori umbri el 299 aC, el 268 aC i el 241 aC. Vers el 260 aC ja havien ocupat la totalitat d'Úmbia; la incorporació dins la República Romana va succeir al segle iii aC, quan algunes ciutats van rebre la ciutadania romana de ple dret i a altres se'ls va oferir la civitas sine suffragio. També durant el segle iii aC uns 40.000 romans es van establir en la seva regió. La Via Flamínia, que enllaçava les diferents poblacions dels umbres amb Roma va estar acabada el 220 aC. Les ciutats dels umbres van contribuir amb soldats durant el reclutament per a les guerres romanes. Molts umbres van lluitar sota les ordres d'Escipió l'Africà l'any 205 aC durant la Segona Guerra Púnica. Els membres de la guàrdia pretoriana es reclutaven generalment entre els etruscs i els umbres. Els umbres van tenir una participació poc destacada en la guerra social i, en reconeixement de la seva fidelitat, se'ls va donar la plena ciutadania el 90 aC. Els veterans romans es van establir a Úmbria durant l'època d'August.

## Restes arqueològiques
Enterraven els seus morts, en lloc de cremar-los, juntament amb objectes personals; això ha fet possible tenir una mica més d'informació sobre el seu tipus de vida.
Les ciutats de Chianciano i Chiusi (en època antiga Camars), situades a prop de l'actual Siena, contenen vestigis d'habitacles umbris que daten dels segles VII o VIII aC. Els habitants de Camars van abandonar la seva ciutat quan van ser derrotats pels pelasgs, llavors van travessar els Apennins i van fundar una nova ciutat anomenada Cameria o Camerta (l'actual Camerino).
Perusa fou una important ciutat dels umbres, fins que fou destruïda pels etruscs al segle V aC.
Assís, anomenada Asisium pels romans, fou un enclavament umbri situada al cim del Mont Subasio. El mite diu que la ciutat fou fundada pel semidéu Dàrdanos l'any 847 aC.